# 올림픽 아일랜드 선수단
올림픽 아일랜드 선수단은 아일랜드를 대표하여 올림픽에 참가하는 선수단이다. 독립 국가 또는 정치체로서 아일랜드 공화국을 대표하는 팀은 1924년부터 하계 올림픽, 1992년부터 동계 올림픽에 참가해 왔다. 아일랜드 올림픽 연맹(OFI)은 아일랜드 자유국이 공식적으로 수립되기 전인 1922년 임시 행정 기간 동안 결성되었다. OFI는 파리 올림픽에 맞춰 국제 올림픽 위원회(IOC)에 가입했다.
많은 스포츠에서 각 국가 연맹은 아일랜드 공화국(원래 아일랜드 자유국이라는 명칭을 가진 자치령)과 북아일랜드(아일랜드 자유국이 독립된 후 독립된 국가)로 구성된 아일랜드 섬 전체를 대표한다. 지배권은 영국의 일부로 유지되었다). 북아일랜드 태생의 선수들은 자동으로 두 국가의 시민권을 취득하므로 아일랜드나 영국, 북아일랜드를 대표할 자격이 있다. 결과적으로, 선수들은 해당 스포츠 연맹이 속한 국가의 국가 올림픽 위원회(National Olympic Committee)를 대표하는 경향이 있다. 더 작은 경쟁 풀에서는 선수들이 더 큰 올림픽 예선 기회를 보장하기 위해 아일랜드 대표를 선택하는 것을 보게 된다. 하지만 선수들은 특히 단체전에서 메달 기회를 높이기 위해 반대 방향으로 움직일 수도 있다. 많은 선수들이 양국을 대표했다.
또한 아일랜드는 국가 헌법에서 명시적으로 인정되고 종종 가족 유산을 통해 시민권을 갖는 아일랜드 디아스포라 구성원으로 정기적으로 대표되어 왔다. (예: 아일랜드 시민권을 가진 조부모)
1896년 최초의 근대 게임부터 1920년 게임까지 아일랜드는 영국과 아일랜드 팀으로 대표되었다. 게임의 초기 버전에서 팀으로서의 '아일랜드'는 본국을 반영한 여러 영국 및 아일랜드 항목 중 하나로 특정 이벤트에 참가했다.
현재까지 올림피아드에서 획득한 메달 중 가장 많은 메달은 2012년 런던 올림픽의 6개이다. 가장 많은 금메달은 1996년 애틀랜타 올림픽에서 미셸 스미스(Michelle Smith)가 아일랜드의 모든 메달을 획득한 3개이다.
그러나 복싱은 아일랜드에서 획득한 메달의 50% 이상을 차지하는 가장 성공적인 스포츠이다. 육상 경기가 4개로 가장 많은 금메달을 획득했다.
아일랜드에서 가장 인기 있는 스포츠 중 다수는 올림픽 스포츠(예: 게일식 축구, 경마)가 아니거나 최근에 와서야 상대적으로 인기가 높아졌다(골프, 7인제 럭비). 이는 아일랜드의 전체 기록이 복싱 이외의 경기에서 다소 완만하다는 사실에 반영된다. 그러나 그럼에도 불구하고 아일랜드는 꾸준하고 열정적인 올림픽 국가였으며, 메달리스트는 널리 알려지고 기념되었으며, 올림픽 예선은 메달 획득 없이도 높은 평가를 받았다. 특히 아일랜드는 1980년 모스크바 올림픽과 1984년 로스앤젤레스 올림픽을 보이콧하지 않은 국가 중 하나였다. 그러나 아일랜드는 나치 독일의 1936년 베를린 올림픽에 참가하지 않기로 결정했다.

## 종목별 메달 집계
| 경기 | 금 | 은 | 동 | 합계 |
| ---- | -- | -- | -- | ---- |
| 육상 | 4  | 2  | 1  | 7    |
| 복싱 | 3  | 5  | 10 | 18   |
| 수영 | 3  | 0  | 1  | 4    |
| 조정 | 1  | 1  | 1  | 3    |
| 요트 | 0  | 2  | 0  | 2    |
| 승마 | 0  | 0  | 1  | 1    |
| 합계 | 11 | 10 | 14 | 35   |

## 같이 보기
- 분류:아일랜드의 올림픽 참가 선수